# Peter Christen Asbjørnsen
Peter Christen Asbjørnsen (Christiania, 15 de janeiro de 1812 — Christiania, 5 de janeiro de 1885) foi um escritor e pesquisador norueguês. Ele e Jørgen Engebretsen Moe foram pesquisadores do folclore norueguês. Eles estiveram tão estreitamente ligados a essa tarefa ao longo de suas vidas, que suas coleções de contos populares são comumente mencionadas apenas como "Asbjørnsen e Moe".

## Juventude

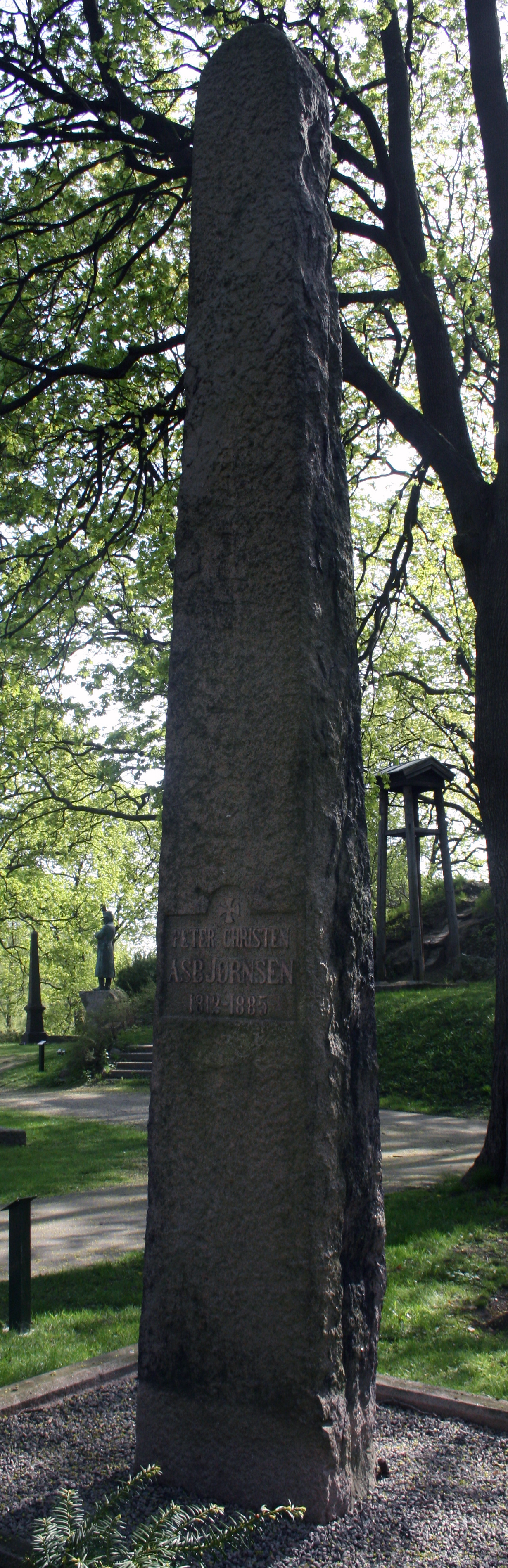
Túmulo de Asbjørnsen em Oslo

Peter Christen Asbjørnsen nasceu em Christiania (atual Oslo), descendente de uma família originária de Otta, no Gudbrandsdalen, que se acredita ter chegado ao fim com a sua morte. Ele se tornou um estudante na Universidade de Oslo em 1833, mas já em 1832, em seu vigésimo aniversário, havia começado a pesquisar e a anotar os contos de fadas e lendas. Mais tarde, percorreu a pé o comprimento e a largura da Noruega, coletando suas histórias.
Jørgen Moe nasceu em Ringerike, conheceu Asbjørnsen pela primeira vez quando tinha quatorze anos de idade, quando estavam cursando o ensino médio em Norderhov. O edifício é hoje o museu local da região de Ringerike, e contém recordações de Asbjørnsen e Moe. Eles desenvolveram uma amizade ao longo de suas vidas. Em 1834 Asbjørnsen descobriu que Moe havia começado, de forma independente, pesquisar as relíquias do folclore nacional, os amigos ansiosamente compararam seus resultados, e decidiram para o futuro, trabalharem em conjunto.

## Carreira

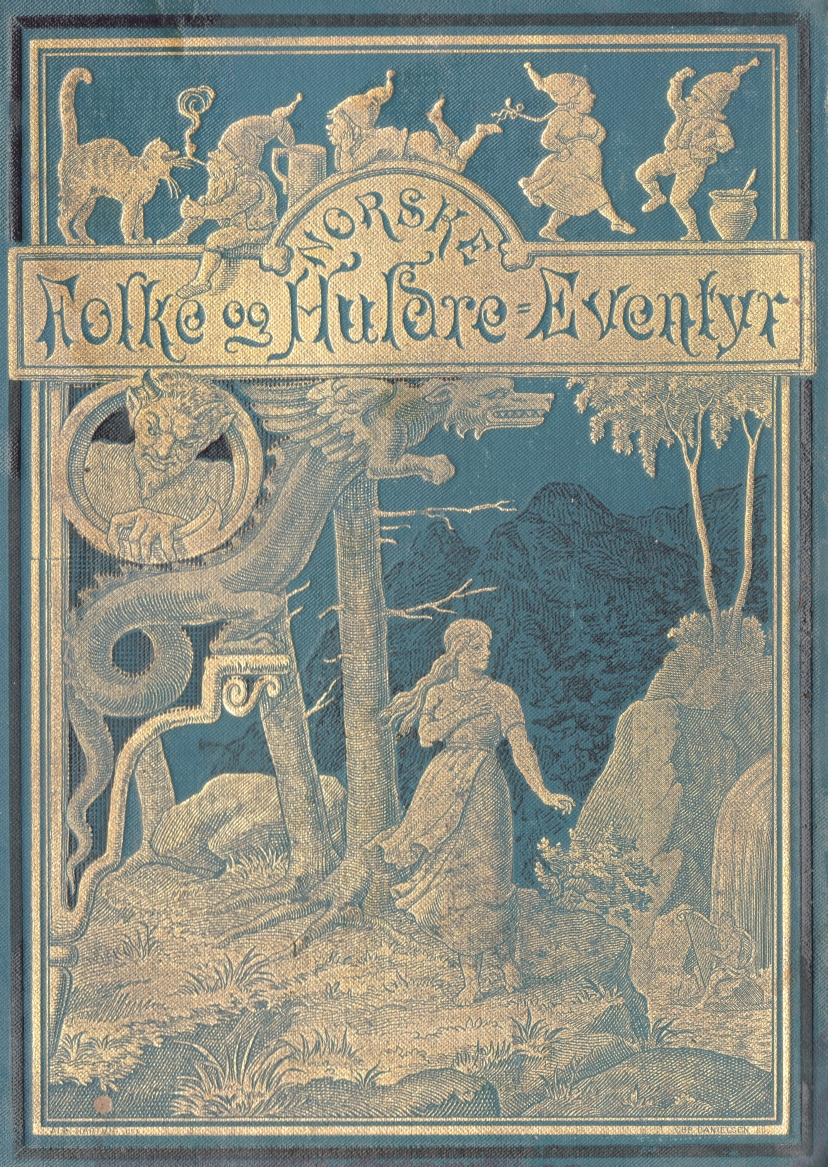
Capa do livro Norske folke- og huldreeventyr, de Asbjørnsen e Moe, 2ª edição de 1896, Copenhagen.

Asbjørnsen iniciou sua carreira profissional como zoólogo, e com a ajuda da Universidade de Oslo fez uma série de viagens de investigação ao longo das costas da Noruega, especialmente no Hardangerfjord. Trabalhou com dois dos mais famosos biólogos marinhos de seu tempo: Michael Sars e seu filho Georg Ossian Sars. Moe, por sua vez, depois de ter deixado a Universidade de Oslo, em 1839, dedicou-se ao estudo da Teologia e foi ganhar a vida como tutor em Christiania. Em suas férias, vagueou através das montanhas, nos distritos mais remotos, coletando histórias.
Em 1842-1843 a primeira parcela do seu trabalho foi publicada sob o título de Norske Folkeeventyr (Contos Populares Noruegueses), que foi recebida por toda a Europa como a mais valiosa contribuição para mitologia comparativa, bem como para a literatura. Um segundo volume foi publicado em 1844 e uma nova coleção em 1871. Muitos dos Folkeeventyr foram traduzidos para o inglês por Sir George Dasent em 1859.
Em 1845 Asbjørnsen publicou também, sem a ajuda de Moe, uma coleção de conto de fadas noruegueses (Huldre-Eventyr og Folkesagn). Em 1856 Asbjørnsen chamou a atenção para o desflorestamento da Noruega, o que obrigou o governo a buscar soluções para o problema. Foi nomeado mestre de floresta, e enviado a vários países do norte da Europa para conhecer os métodos empregados para a preservação das árvores. Em 1876, ele se aposentou destas funções com uma pensão. Em 1879, vendeu sua grande coleção de espécimes zoológicos para o Museu de História Natural da Irlanda. Asbjørnsen morreu em Christiania em 1885.

## Estilo literário
Era comum dizer sobre seu trabalho, que o vigor veio de Asbjörnsen e o charme de Moe, mas o fato parece ser que a partir do longo hábito de escreverem em uníssono chegaram a adotar estilos quase exatamente idênticos de expressão literária.

## Legado
No século XX, o cineasta norueguês Ivo Caprino fez uma série de filmes com bonecos baseados nos contos de fadas de Asbjørnsen, onde um ator representando Asbjørnsen fazia a introdução de cada filme. Caprino também construiu um parque temático em Hunderfossen Familiepark perto de Lillehammer onde estes contos de fadas desempenham o papel central.